# Angelo Nelstein
Angelo Nelstein (Rotterdam, 5 september 1982) is een Nederlandse voetballer van Surinaamse afkomst die bij voorkeur als centrale aanvaller speelt.

## Carrière
Nelstein begon met voetballen bij Excelsior Pernis, maakte een tussenstap bij SVB Excelsior, doorliep vervolgens de jeugdopleiding van Sparta Rotterdam en werd transfervrij overgenomen door Feyenoord (2002/2003). Angelo Nelstein debuteerde in het betaalde voetbal bij FC Dordrecht op 12 april 2004 tegen Helmond Sport (1-2), toen hij na 82 minuten inviel voor Chima Onyeike. Hij kwam tot 2 duels in competitieverband, waarna zijn contract in 2004 afliep. Nelstein vertrok naar de amateurs en speelde achtereenvolgens voor SC Feyenoord, DCV en JHR. In 2010 heeft Nelstein zijn (jeugd)trainersdiploma gehaald en is aan de slag gegaan bij de RV & AV Sparta Rotterdam als jeugdcoach. 

## Carrièrestatistieken
| Seizoen   | Club             | Land      | Competitie           |
| --------- | ---------------- | --------- | -------------------- |
| 1988/1994 | Excelsior Pernis | Nederland | -                    |
| 1994/1996 | SBV Excelsior    | Nederland | -                    |
| 1996/2000 | Sparta Rotterdam | Nederland | A-Junioren Eredivsie |
| 2000/2002 | Sparta Rotterdam | Nederland | Belofte Eredivisie   |
| 2002/2003 | Feyenoord        | Nederland | Belofte Eredivisie   |
| 2003/2004 | FC Dordrecht     | Nederland | Eerste divisie       |